# Borgundvåg
Borgundvåg est un village de Norvège, situé dans la commune de Stad (anciennement commune de Selje) sur la péninsule de Stad (Stadlandet en norvégien), dans le comté de Vestland (anciennement comté de Sogn og Fjordane). Il est situé à une altitude de 9 mètres au-dessus du niveau de la mer.
Les localités les plus proches de Borgundvåg sont Leikanger et Tungevåg. Borgundvåg était reliée à Leikanger (6,0 km), dans la municipalité de Selje, par la route départementale 633 (Fv633). En 2019, la route a été remplacée par la route de comté 5750 et la route de comté 5751.
Borgundvåg possède un petit port (longueur 22 m, profondeur 3,5 m) mais qui dispose d’atouts : déjà, par sa situation géographique unique, Borgundvåg est le seul port sur la côte nord de la péninsule de Stad. Il dispose de quais en eau profonde et d’une zone réglementée pour l'industrie.